# Joseph Asajirō Satowaki

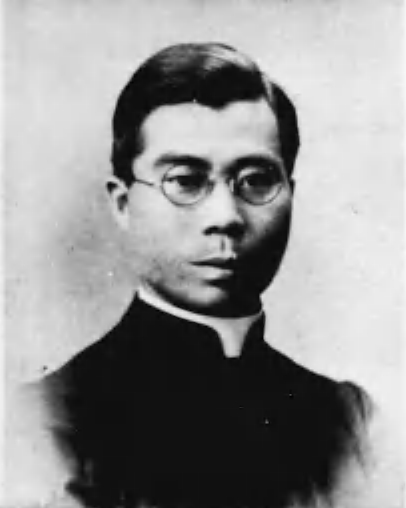
Joseph Asajirō Satowaki (Foto ca. 1942)

Kardinalswappen von Joseph Asajirō Satowaki

Joseph Asajirō Kardinal Satowaki (jap. ヨゼフ 里脇 浅次郎, Yosefu Satowaki Asajirō, * 1. Februar 1904 in Sotome, Japan; † 8. August 1996 in Nagasaki) war ein japanischer Geistlicher und Erzbischof von Nagasaki.

## Leben
Joseph Asajirō Satowaki stammt wie sein Kollege Paul Yoshigorō Taguchi aus der Pfarrei Shitsu im damaligen Sotome (2005 eingemeindet nach Nagasaki).
Er studierte in Nagasaki, Rom und Washington die Fächer Katholische Theologie und Philosophie. Er empfing am 17. Dezember 1932 das Sakrament der Priesterweihe und arbeitete anschließend als Seelsorger und Diözesankanzler in Nagasaki. In den Jahren 1947 bis 1955 nahm er Leitungsaufgaben als Generalvikar, Zeitungsdirektor und Dozent wahr. 
Papst Pius XII. ernannte ihn 1955 zum Bischof von Kagoshima. Die Bischofsweihe spendete ihm am 3. Mai 1955 Maximilien de Fürstenberg, Apostolischer Internuntius in Japan; Mitkonsekratoren waren der Bischof von Nagasaki, Paul Aijirô Yamaguchi, und Paul Yoshigoro Taguchi, Bischof von Osaka.
Joseph Asajirō Satowaki nahm in den Jahren 1962 bis 1965 am Zweiten Vatikanischen Konzil teil. Papst Paul VI. übertrug ihm 1968 die Leitung des Erzbistums Nagasaki. Von 1978 bis 1983 war er Vorsitzender der Katholischen Bischofskonferenz von Japan. Papst Johannes Paul II. nahm ihn am 30. Juni 1979 als Kardinalpriester in das Kardinalskollegium auf. Ihm wurde die Titelkirche Santa Maria della Pace zugewiesen. Joseph Asajirō Kardinal Satowaki starb am 8. August 1996 in Nagasaki und wurde auf dem dortigen Akagi-Friedhof bestattet.